# Keramaöarna

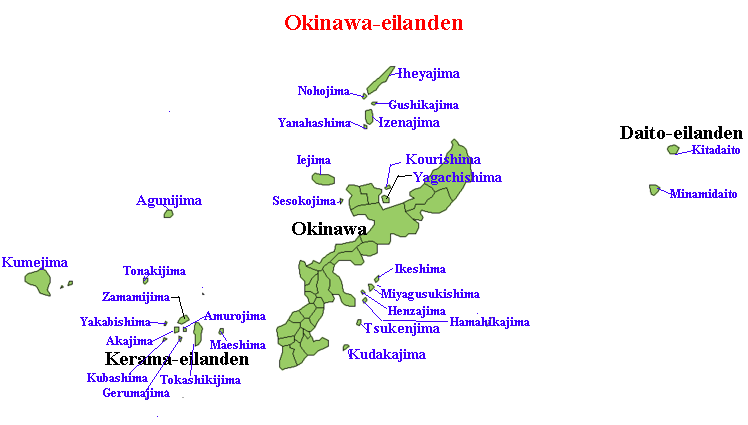
Lägeskarta

Keramaöarna (japanska Kerama-rettō eller Kerama-shotō) är en ögrupp bland Ryukyuöarna i nordvästra Stilla havet som tillhör Japan.

## Geografi
Keramaöarna utgör en ögrupp bland Okinawaöarna och ligger cirka 32 kilometer sydväst om Okinawa.
Öarna är delvis av vulkaniskt ursprung och delvis korallöar och har en areal om ca 26 km². Den högsta höjden är på cirka 225 m ö.h. och ligger på huvudöns nordöstra del. Ögruppen består av ett tjugotal öar:
De bebodda öarna är:
- Aka-jima
- Geruma-jima
- Tokashiki-jima, huvudön, ca 15,29 km²
- Zamami-jima

samt de mindre obebodda öarna
- Amuro-jima
- Agena-shiku
- Fukaji-shima
- Gahi-jima
- Gishippu-jima
- Hanare-jima
- Kuba-shima
- Mae-jima
- Yakabi-shima

och en rad småöar och skär.
Befolkningen uppgår till ca 1.800 invånare där ca 800 lever på Tokashiki-jima. Förvaltningsmässigt tillhör ögruppen Shimajiri-gun (Shimajiridistrktet) i Okinawa prefekturen.
Öarna har en flygplats Kerama Airport på ön Fukaji-shima (flygplatskod "KJP") för lokalt flyg.

## Historia
Ögruppen ingår i Okinawaöarna som alltid har varit ett viktigt handelscentrum i regionen. Öarna utgjorde mellan 1300-talet och 1800-talet ett oberoende kungadöme, Kungariket Ryukyu. Riket hade kontakter inte bara med grannarna Japan och Kina, utan också med exempelvis Borneo och Java. Sin självständighet behöll riket genom att betala tribut (brandskatt) till ömsom Kina, ömsom Japan.
1879 införlivades riket i Japan, och blev länet Okinawa.
Under andra världskriget utspelade sig under första halvan av 1945 ett av de största och betydande slagen i Stilla havet (Slaget om Okinawa) här. Aka-jima var bland de första öar där amerikanska styrkor landsteg den 26 mars 1945. Området ockuperades sedan av USA som förvaltade öarna fram till 1972 då de återlämnades till Japan.